# Giovanni Boccaccio

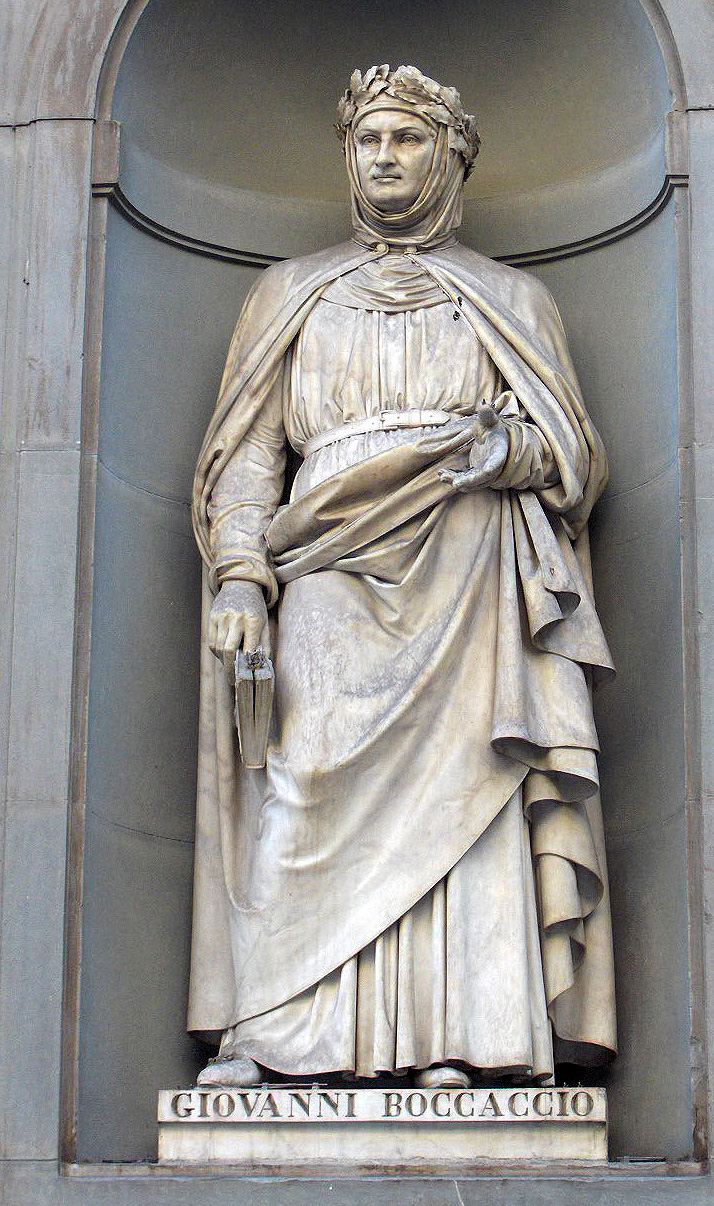
Estatua de Boccaccio en el exterior de los Uffizi, en Florencia.

Giovanni Boccaccio (Certaldo —o Florencia o París —, 16 de junio de 1313 - Certaldo, 21 de diciembre de 1375) fue un escritor y humanista italiano. Es uno de los padres, junto con Dante y Petrarca, de la dignificación de la literatura en italiano. Compuso también varias obras en latín. Es recordado sobre todo como autor del Decamerón, libro esencial para introducir en la literatura europea el género de la novela corta o relato, y que utiliza el recurso técnico de la narración enmarcada. Con él fundó una nutrida escuela de novellieri que imitaron su obra.

## Biografía
Giovanni Boccaccio nació en junio o julio                                                                                                                            de 1313, hijo ilegítimo del mercader Boccaccio (Boccaccino) di Chellino, agente de la poderosa compañía mercantil de los Bardi. Nada se sabe con certeza acerca de la identidad de su madre. Se discute dónde nació Boccaccio: pudo haber nacido en Florencia, en Certaldo o, incluso, según algunas fuentes, en París, lugar al que su padre debía desplazarse a menudo por razón de su trabajo. Se sabe que su infancia transcurrió en Florencia, y que fue acogido y educado por su padre, e incluso continuó viviendo en la casa paterna después de 1319, cuando el mercader contrajo matrimonio con Margherita dei Mardoli. Boccaccio vivió en Florencia hasta 1325 o 1327, cuando fue enviado por su padre a trabajar en la oficina que la compañía de los Bardi tenía en Nápoles.
Como Boccaccio mostraba escasa inclinación hacia los negocios, el padre decidió en 1331 encaminarlo hacia el estudio del derecho canónico. Tras un nuevo fracaso, se dedicó por entero a las letras, bajo la tutela de destacados eruditos de la corte napolitana, como Paolo da Perugia y Andalò di Negro. Frecuentó el ambiente refinado de la corte de Roberto de Anjou, de quien su padre era amigo personal. Entre 1330 y 1331 el poeta stilnovista Cino da Pistoia enseñó Derecho en la Universidad de Nápoles, quien tuvo una influencia notable en el joven Boccaccio.
La mañana del 30 de marzo de 1331, sábado santo, cuando el autor tenía diecisiete años, conoció a una dama napolitana de la que se enamoró apasionadamente —el encuentro se describe en su obra Filocolo—, a la que inmortalizó con el nombre de Fiammetta («Llamita») y a la que cortejó sin descanso con canciones y sonetos. Es posible que Fiammetta fuese María de Aquino, hija ilegítima del rey y esposa de un gentil hombre de la corte, aunque no se han encontrado documentos que lo confirmen. Fiammetta abrió a Boccaccio las puertas de la corte y, lo que es más importante, lo impulsó en su incipiente carrera literaria. Bajo su influencia escribió Boccaccio sus novelas y poemas juveniles, desde el Filocolo al Filostrato, la Teseida, el Ameto, la Amorosa visión y la Elegía de Madonna Fiammetta. Se sabe que fue Fiammetta la que puso fin a la relación entre los dos, y que la ruptura le causó a Boccaccio un hondo dolor.
En diciembre de 1340, después de al menos trece años en Nápoles, tuvo que regresar a Florencia a causa de un grave revés financiero sufrido por su padre. Entre 1346 y 1348 vivió en Rávena, en la corte de Ostasio da Polenta, y en Forlì, como huésped de Francesco Ordelaffi; allí conoció a los poetas Nereo Morandi y Checco di Melletto, con los cuales mantuvo después correspondencia.
En 1348 regresó a Florencia, donde fue testigo de la peste que describe en el Decamerón. En 1349 murió su padre, y Boccaccio se estableció definitivamente en Florencia para ocuparse de lo que quedaba de los bienes de su padre. En la ciudad del Arno llegó a ser un personaje apreciado por su cultura literaria. El Decamerón fue compuesto durante la primera etapa de su estancia en Florencia, entre 1349 y 1351. Su éxito le valió ser designado por sus conciudadanos para el desempeño de varios cargos públicos: embajador ante los señores de Romaña en 1350, camarlengo de la Municipalidad (1351) o embajador de Florencia en la corte papal de Aviñón en 1354 y en 1365.
En 1351 le fue confiado el encargo de desplazarse a Padua, donde vivía Petrarca, a quien había conocido el año anterior, para invitarlo a instalarse en Florencia como profesor. Aunque Petrarca no aceptó la propuesta, entre ambos escritores nació una sincera amistad que se prolongaría hasta la muerte de Petrarca en 1374.
La tranquila vida de estudioso que Boccaccio llevaba en Florencia fue interrumpida bruscamente por la visita del monje sienés Gioacchino Ciani, quien lo exhortó a abandonar la literatura y los argumentos profanos. El monje causó tal impresión en Boccaccio que el autor llegó a pensar en quemar sus obras, de lo que fue afortunadamente disuadido por Petrarca.
En 1362 se trasladó a Nápoles, invitado por amigos florentinos, esperando encontrar una ocupación que le permitiese retomar la vida activa y serena que había llevado en el pasado. Sin embargo, la ciudad de Nápoles en la época de Juana I de Anjou era muy diferente de la ciudad próspera, culta y serena que había conocido en su juventud. Boccaccio, decepcionado, la abandonó pronto. Tras una breve estancia en Venecia para saludar a Petrarca, en torno al año 1370 se retiró a su casa de Certaldo, cerca de Florencia, para vivir aislado y poder así dedicarse a la meditación religiosa y al estudio, actividades que solo interrumpieron algunos breves viajes a Nápoles en 1370 y 1371. En el último período de su vida recibió del ayuntamiento de Florencia el encargo de realizar una lectura pública de La Divina Comedia de Dante, que no pudo concluir a causa de la enfermedad que le causó la muerte el 21 de diciembre de 1375.

## Obras

### Obras en italiano

#### Obras de juventud

##### La caza de Diana

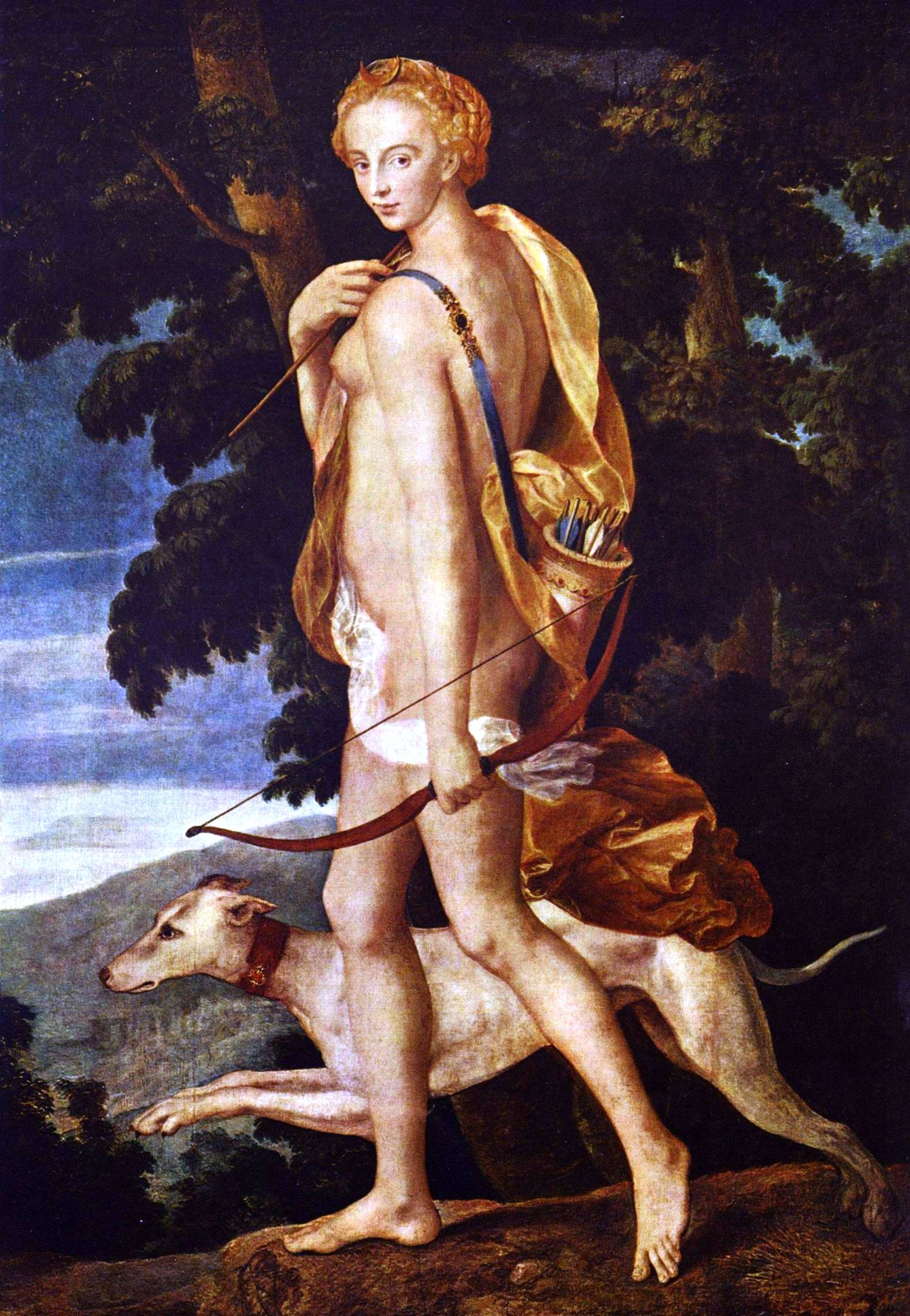
Diana cazadora (Maestro de la Escuela de Fontainebleau).

Escrita en Nápoles hacia 1334, La caza de Diana (La caccia di Diana) es un breve poema erótico compuesto de dieciocho cantos escritos en tercetos. Su argumento puede resumirse como sigue: Mientras el poeta se encuentra absorto en sus penas amorosas, un espíritu gentil enviado por la diosa Diana convoca a las más bellas damas napolitanas (de las que se citan sus nombres, apellidos y hasta hipocorísticos) a la corte «dell'alta idea». Guiadas por la desconocida amada del poeta, las damas llegan a un valle. Allí se bañan en un río. Después, Diana divide a las jóvenes en cuatro escuadras y la caza da comienzo. Cuando las presas son reunidas en un prado, Diana invita a las damas a hacer un sacrificio a Júpiter y a consagrarse al culto de la castidad. La amada de Boccaccio se rebela y en nombre de todas declara que es otra su inclinación. Diana se desvanece en el cielo y la donna gentile (la amada del poeta) pronuncia una oración a Venus. La diosa aparece y transforma a los animales capturados —entre los cuales está el poeta, en forma de ciervo— en fascinantes jóvenes. El poema concluye con la imagen del poder redentor del amor (motivo constante en la obra de Boccaccio).
La intención del poema es loar la belleza de las más hermosas damas de la ciudad, lo cual lo aproxima a la Vita nuova de Dante. Sin embargo, tiene claras influencias de la poesía alejandrina, y el argumento retoma los esquemas de las alegres galanterías de las literaturas francesa y provenzal.

##### ElFilósofo
Es una extensa y farragosa novela, en prosa, que narra la leyenda de Florio y Biancofiore (Flores y Blancaflor), de origen francés y muy difundida en el Medioevo en varias versiones. Boccaccio posiblemente se inspiró en la obra toscana Il Cantare di Fiorio e Biancifiore, basada a su vez en un poema francés del siglo XII.
La obra fue compuesta entre 1336 y 1338, a instancias de Fiammetta, según refiere el propio Boccaccio en el prólogo. El título es una invención del autor, y en mal griego querría significar algo así como «fatiga de amor».
Narra las desventuras de dos jóvenes enamorados, Florio, hijo del rey Felice de España, y Biancofiore, huérfana acogida en la corte por piedad, que es en realidad la hija de unos nobles romanos que fallecieron cuando peregrinaban a Santiago de Compostela. Los dos jóvenes se crían juntos y se enamoran al llegar a la adolescencia, pero el rey, para impedir su matrimonio, vende a Biancofiore como esclava a unos mercaderes que la ceden más tarde al almirante de Alejandría. Florio, desesperado, toma el nombre de Filocolo y dedica su vida a la búsqueda de su amada, pero cuando la encuentra es descubierto y capturado, y el almirante condena a muerte a los dos jóvenes. Antes de la ejecución sin embargo, el almirante reconoce a Florio como su sobrino, y descubre el origen noble de Biancofiore, con lo que los dos amantes pueden regresar a Italia y unirse en matrimonio.
En el prólogo de la obra, tras remontarse a los orígenes del reino de Nápoles usando de numerosas alusiones mitológicas, refiere Boccaccio cómo se enamoró de Fiammetta, a la que vio un Sábado Santo en la iglesia de un convento de monjas, y como ella le pidió que escribiese un «poema» en vulgar, es decir, una novela. El Filocolo puede encuadrarse en el género conocido como novela bizantina.

##### ElFilostrato
El Filostrato es un poema narrativo de argumento clásico escrito en octavas reales y dividido en ocho cantos. El título, formado por una palabra griega y otra latina, puede traducirse aproximadamente como «Abatido por el amor».
El poema tiene un argumento mitológico: narra el amor de Troilo, hijo menor de Príamo, por Crésida, hija de Calcante, el adivino troyano que, previendo la caída de la ciudad, se ha pasado a los griegos. Troilo conquista a Crésida con la ayuda de su amigo Pándaro, primo de la joven. Sin embargo, en un intercambio posterior de prisioneros, Crésida es enviada al campamento griego. Allí, el héroe griego Diomedes se enamora de ella, y es correspondido por la joven. Troilo llega a conocer la traición de su amada cuando el troyano Deífobo lleva a la ciudad la vestimenta que ha arrebatado en batalla a Diomedes, sobre la que hay un broche que pertenecía a Crésida. Troilo, enfurecido, se lanza a la lucha buscando enfrentarse con Diomedes, pero, aunque consigue hacer estragos entre las filas griegas, no da con él, y es abatido por Aquiles.
La historia no procede directamente del mito, sino del Roman de Troie, reelaboración medieval francesa de la leyenda troyana realizada por Benoît de Sainte-Maure (siglo XII) que Boccaccio conoció en la versión italiana de Guido delle Colonne. A su vez, el poema de Boccaccio inspirará a Geoffrey Chaucer su poema Troilus and Criseyde, sobre el mismo argumento.
El argumento del Filostrato puede leerse como la transcripción en clave literaria de sus amores con Fiammetta. El ambiente del poema recuerda al de la corte de Nápoles, y la psicología de los personajes es retratada con notas sutiles. No hay acuerdo sobre la fecha de su composición: según algunos, habría sido escrito en 1335, mientras que otros consideran que data de 1340.

##### LaTeseida
Según algunos autores, la Teseida, cuyo nombre completo es Teseida delle nozze di Emilia (‘Teseida de las bodas de Emilia’) es el primer poema épico compuesto en italiano. Utilizando, como en el Filostrato, la octava real, Boccaccio narra en esta obra las guerras que el héroe griego Teseo sostuvo contra las amazonas y contra la ciudad de Tebas. El poema se divide en doce cantos, a imitación de la Eneida de Virgilio y de la Tebaida de Estacio.
A pesar de su componente épico, Boccaccio no deja por completo de lado el tema amoroso. La Teseida narra también el enfrentamiento de dos jóvenes tebanos, Palemón y Arcita, por el amor de Emilia, hermana de la reina de las amazonas y esposa de Teseo, Hipólita. La obra contiene también una extensa y alambicada carta a Fiammetta, y doce sonetos que resumen los doce cantos de que consta el poema.

##### LaComedia de las ninfas florentinas(Ameto)

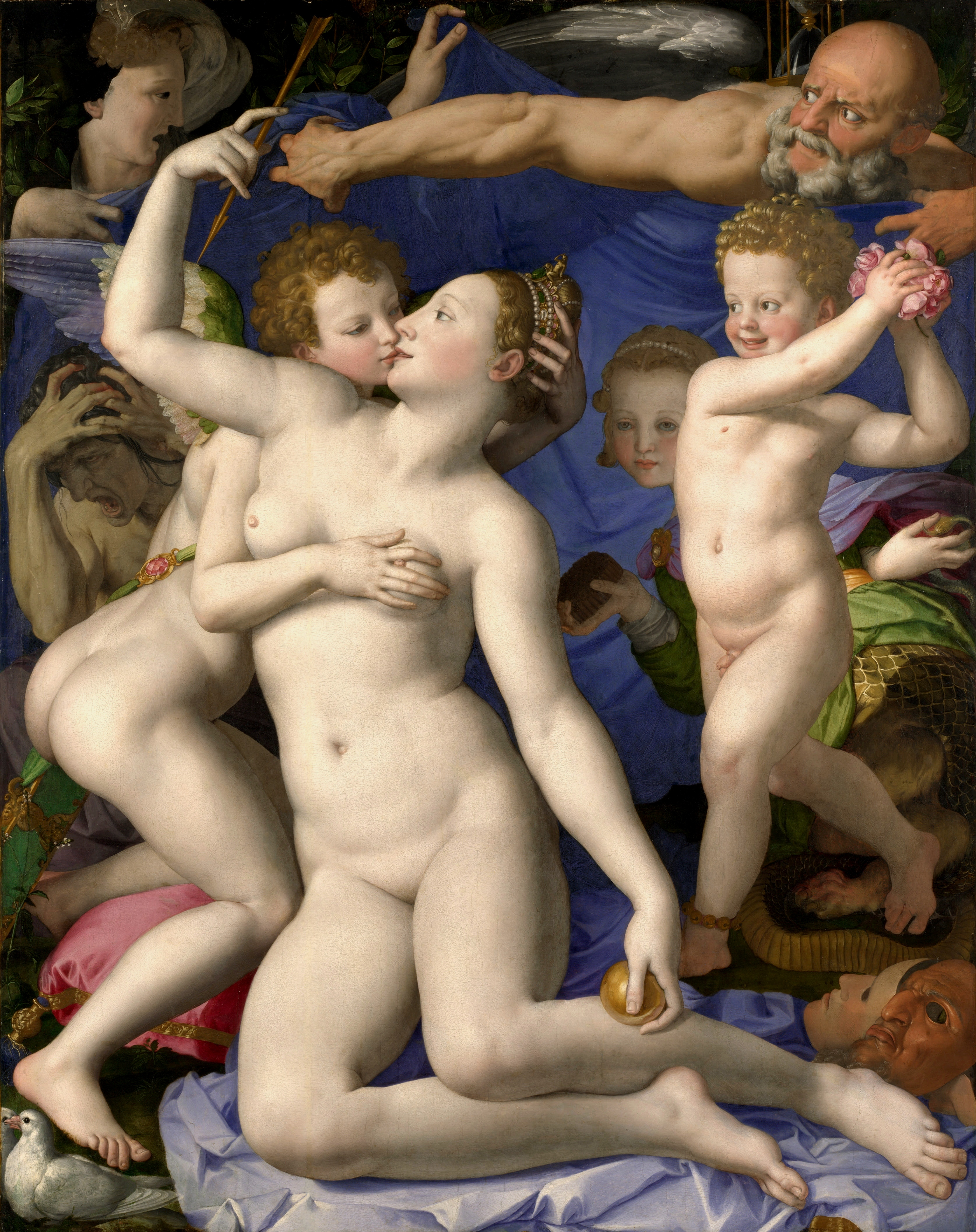
El triunfo de Venus, por Angelo Bronzino.

La Comedia de las ninfas florentinas (Comedia delle ninfe fiorentine), conocida también como Ninfale d'Ameto o simplemente Ameto, del nombre de su protagonista, fue compuesta probablemente entre 1341 y 1342. Se trata de una fábula idílico-alegórica escrita en prosa, aunque se intercalan fragmentos en tercetos encadenados. Esta mezcla de prosa y verso no es novedosa, ya que se encuentra en numerosas obras medievales, como la Vita nuova de Dante o De nuptiis Philologiae et Mercurii (Bodas de Mercurio y la Filología), de Marciano Capella. Una vez más, el tema de Boccaccio es el poder redentor del amor, que permite al hombre pasar de su ignorancia al conocimiento y la comprensión del misterio de Dios.
La obra comienza con el pastor Ameto vagando por los bosques de Etruria, donde descubre a un grupo de bellísimas ninfas que se bañan mientras escuchan el canto de Lia. Ameto, fascinado por el canto, se enamora de Lia, y se da a conocer a las ninfas. El día consagrado a Venus las ninfas se reúnen en un lugar agradable y, sentadas en torno a Ameto, relatan las historias de sus amores. Tras haber escuchado los relatos de las siete ninfas, el protagonista, por orden de la diosa Venus, recibe un baño que, al purificarlo, le permite conocer el significado alegórico de las ninfas, que representan las virtudes (tres teologales y cuatro cardinales), y de su encuentro con Lia, que implica su propia transformación de animal en hombre, con la posibilidad de llegar a conocer a Dios.
Aunque en un tema y ambientación muy diferentes, la estructura de esta obra anuncia ya la de la obra principal de Boccaccio, el Decamerón.

##### Amorosa visión
La Amorosa visión (Amorosa visione) es un poema alegórico en tercetos encadenados, compuesto, como el Ameto, a principios de la década de 1340, cuando el autor se encontraba ya en Florencia. Se divide en cincuenta breves cantos. Siguiendo la estructura de la visio in somnis («visión en sueños»), se narra cómo una hermosa mujer es enviada por Cupido al poeta, y le invita a abandonar los «vanos deleites» para buscar la verdadera felicidad. La mujer guía al poeta hasta un castillo, al que se niega a entrar por la puerta estrecha (que representa la virtud) y accede por la puerta ancha (símbolo de la riqueza y el goce mundano). Dos salas del castillo están adornadas con frescos dignos de Giotto: los de la primera sala representan los triunfos de la Sabiduría —rodeada de alegorías de las ciencias del trivium (gramática, dialéctica y retórica) y del quadrivium (geometría, aritmética, astronomía y música)—, de la Gloria, de la Riqueza y del Amor. En la segunda sala se representa el triunfo de la Fortuna. En los frescos aparecen representados numerosos personajes históricos, bíblicos y mitológicos, así como famosos literatos. Tras contemplar estas pinturas, el poeta sale al jardín del castillo, donde encuentra a otras mujeres: la «bella Lombarda» y la «Ninfa sicula» (posiblemente Fiammetta). El poema se interrumpe abruptamente poco después.
La Amorosa visión presenta muchas similitudes con La Divina Comedia, aún tratándose de una obra muy inferior. También ha sido relacionada por la crítica con otra obra de carácter alegórico, los Triunfos de Petrarca. Según algunos autores, el modelo de este castillo alegórico fue Castelnuovo di Napoli, cuyas salas fueron decoradas con frescos por Giotto en la época de Roberto de Anjou.

##### Elegía de Madonna Fiammetta
La Elegía de Madonna Fiammetta (Elegia di Madonna Fiammetta), escrita posiblemente entre 1343 y 1344, ha sido calificada por la crítica de «novela psicológica». En prosa, se presenta como una larga carta escrita en la que la protagonista, Fiammetta, relata su amor juvenil por Pánfilo, en la ciudad de Nápoles. La relación entre ambos termina cuando Pánfilo debe partir a Florencia. Fiammetta, sintiéndose abandonada por su amante, intenta suicidarse. Al final de la obra la protagonista se siente de nuevo esperanzada cuando oye que Pánfilo ha regresado a la ciudad, pero descubre con amargura que se trata de otra persona con el mismo nombre. La obra es dedicada por el autor «a las mujeres enamoradas».
Aunque esta obra tiene un importante componente autobiográfico —la relación del autor con la enigmática Fiammetta, que en la realidad se desarrolló de forma bastante diferente—, su tratamiento de la pasión amorosa debe mucho a obras literarias como las Heroidas de Ovidio, el anónimo Pamphilus de amore, o el De Amore, de Andreas Capellanus.

##### Ninfale fiesolano
El Ninfale fiesolano, escrito entre 1344 y 1346, es una fábula etiológica destinada a explicar los nombres de dos ríos toscanos: Africo y Mensola. De ambientación pastoril —como el Ameto—, está escrito en octavas, y narra la historia de los amores entre el pastor Africo y la ninfa Mensola y el nacimiento del hijo de ambos, Proneo.
Según la obra, las colinas de Fiésole estaban habitadas por ninfas seguidoras de Diana y dedicadas a la caza. El pastor Africo se enamoró de una de ellas, Mensola, pero, cada vez que intenta aproximarse, las ninfas huyen despavoridas. El padre de Africo, llamado Girafone, intenta disuadirlo de su enamoramiento contándole la historia de Mugnone, que fue transformado en río por haberse atrevido a amar a una ninfa. Africo, sin embargo, persevera en su empeño, y, auxiliado por la diosa Venus, logra unirse con su amada. Mensola queda encinta y rehúye la compañía de Africo. Este, creyéndose despreciado por Mensola, se suicida arrojándose al río que en adelante llevará su nombre. Diana descubre el parto de Mensola y la maldice, lo que ocasiona su suicidio arrojándose al río que se llamará después como ella. Su hijo, Proneo, es criado por los padres de Africo, y se convierte en uno de los primeros pobladores de la ciudad de Fiésole.
La obra tendrá una gran influencia sobre las obras de tema pastoril de siglos posteriores, como las Estancias (Stanze) de Angelo Poliziano, o Nencia da Barberino, de Lorenzo el Magnífico.

#### Obras de madurez

##### ElDecamerón

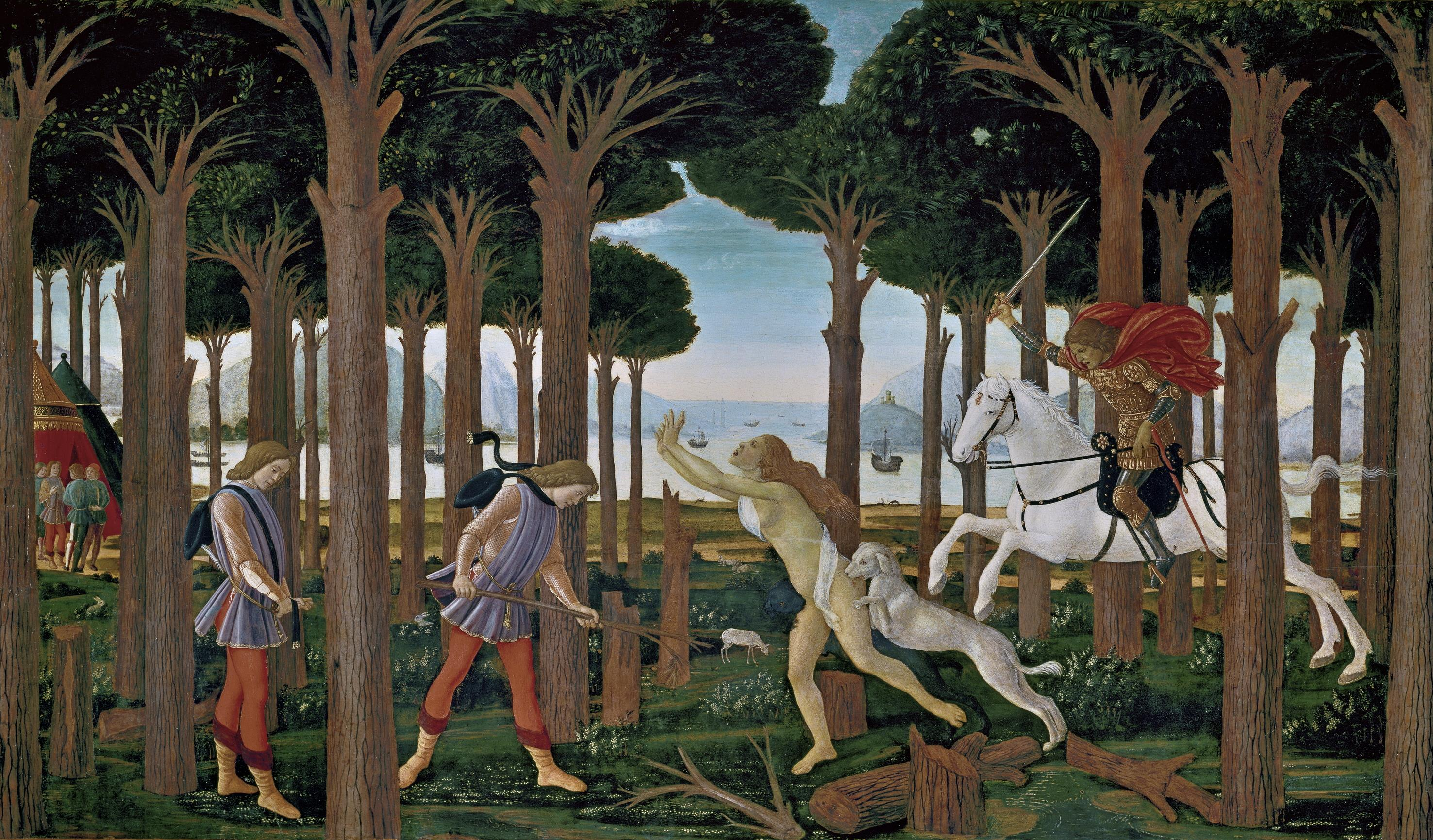
Interpretación de Botticelli de una de las historias del Decamerón.

Durante la peste que asoló la ciudad de Florencia en 1348, y de la que el autor fue testigo, diez jóvenes (tres hombres y siete mujeres) se reúnen en la iglesia de Santa Isabel María Novella y toman la decisión de retirarse a una villa alejada de la ciudad para escapar de la peste.
En este lugar, para evitar recordar los horrores que han dejado atrás, los jóvenes se dedican a relatarse cuentos los unos a los otros. Permanecen en la villa durante catorce días, pero los viernes y los sábados no relatan cuentos, por lo que solo se cuentan historias durante diez días (de ahí el título de la obra). Cada día uno de los jóvenes actúa como «rey» y decide el tema sobre el que versarán los cuentos (excepto los días primero y noveno, en los que los cuentos son de tema libre). En total, se cuentan 100 relatos, de desigual extensión.
Las fuentes de Boccaccio son variadas: van desde los clásicos grecolatinos hasta los fabliaux franceses medievales.

##### El Corbacho
El Corbacho (Corbaccio) fue escrito entre 1354 y 1355. Es un relato cuya trama, tenue y artificiosa, no es más que un pretexto para un debate moral y satírico. Tanto por su tono como por su finalidad, la obra se inscribe en la tradición de la literatura misógina. El título hace quizá referencia al cuervo, considerado un símbolo de mal augurio y de una pasión descontrolada; según otros hace referencia al español corbacho (vergajo con que el cómitre fustigaba a los galeotes). La obra lleva el subtítulo de Laberinto de amor (Laberinto d'Amore). La primera edición de esta obra se realizó en Florencia en 1487.
El tono misógino del Corbacho es probablemente consecuencia de la crisis que en Boccaccio produjo su relación con el monje sienés. Existen numerosas obras literarias en la tradición occidental de carácter misógino, desde autores como Juvenal hasta Jerónimo de Estridón, por citar solo algunos.
La composición tiene su origen en un enamoramiento poco exitoso de Boccaccio. Ya cuarentón, se enamoró de una bella viuda y le escribió cartas requiriéndola de amores. La mujer mostró las cartas a sus allegados, burlándose de Boccaccio por su origen plebeyo y por su edad. El libro es la venganza del autor, que no dirige solo contra la viuda, sino contra todo el sexo femenino.
El autor sueña que se mueve por lugares encantadores (las lisonjas del amor), cuando de repente se encuentra en una inextricable selva, el Laberinto de amor, llamado también la Pocilga de Venus. Allí, convertidos en animales, expían sus pecados los miserables engañados por el amor de la mujer. Aparece el espectro del difunto marido de la viuda, quien le relata minuciosamente los innumerables vicios y defectos de su esposa. Como penitencia ordena a Boccaccio que revele lo que ha visto y oído.
Esta obra influyó en la obra del mismo título de Alfonso Martínez de Toledo, Arcipreste de Talavera.

##### Otras obras
Boccaccio fue autor también de una de las primeras biografías de Dante Alighieri, el Trattatello in laude di Dante, así como de una paráfrasis en tercetos encadenados —la misma estrofa utilizada por Dante— de la Divina Comedia (Argomenti in terza rima alla Divina Commedia).
Deben citarse también sus Rimas, extenso cancionero amoroso, y su traducción al italiano de las décadas III y IV de Tito Livio.

### Obras en latín

#### Genealogía deorum gentilium

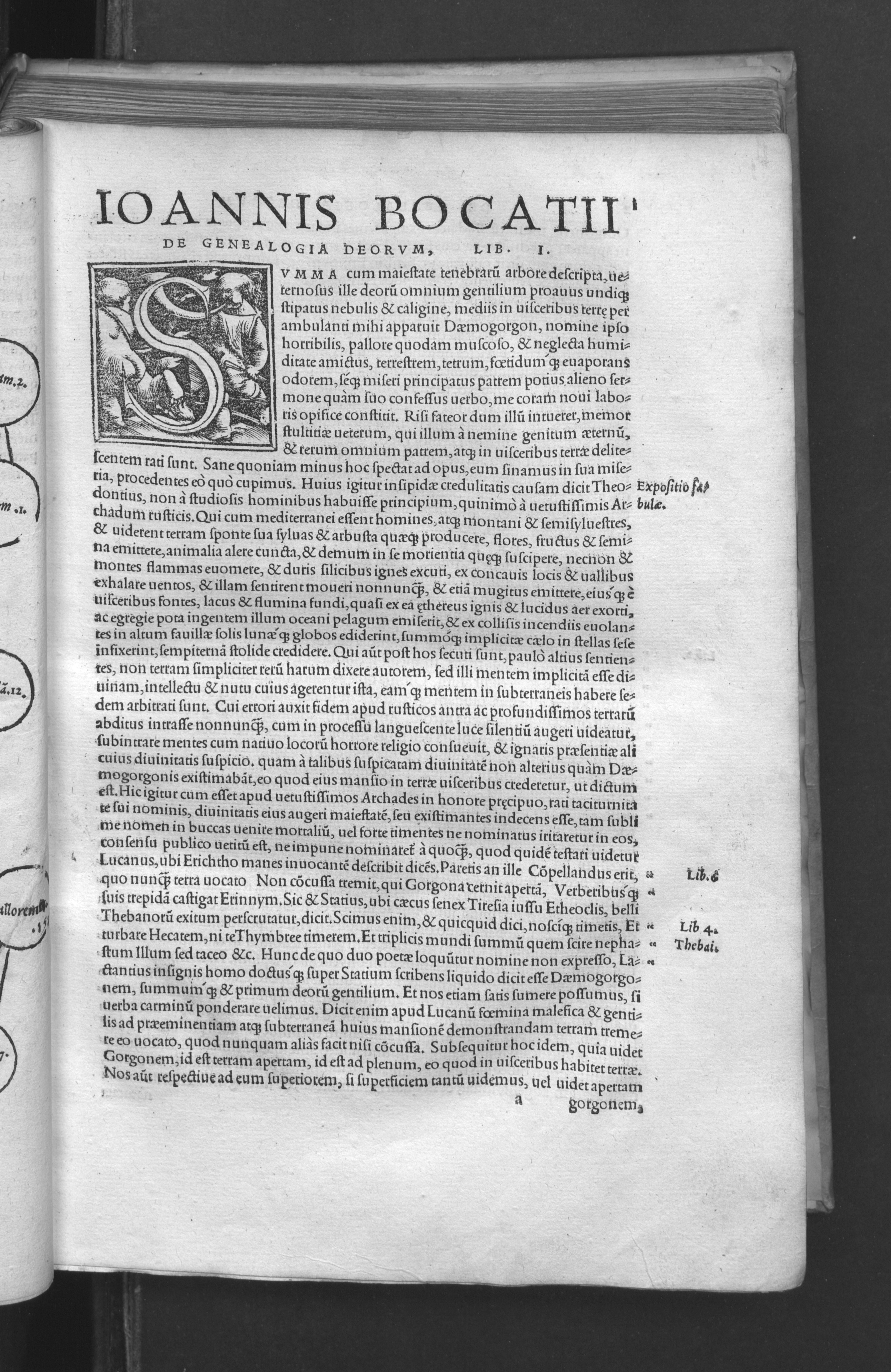
Genealogia deorum gentilium, 1532

La Genealogía deorum gentilium («Genealogía de los dioses de los paganos»), dividida en quince libros, es una de las más completas recopilaciones de leyendas de la mitología clásica, a las que Boccaccio procura dar una interpretación alegórico-filosófica. Esta obra fue iniciada antes de 1350, a instancias de Hugo de Lusignano, rey de Jerusalén y Chipre, dedicatario de la obra, aunque Boccaccio continuó corrigiendo la obra hasta su muerte. Fue uno de los libros de consulta más utilizados entre escritores hasta avanzado el siglo XIX.
Una vez terminada la obra, Boccaccio añadió dos volúmenes más a la Genealogía. Estos son una gran defensa de la poesía, la mejor nunca hecha y a la que recurrirán los poetas posteriores (como Luis de Góngora).

#### De casibus virorum illustrium
De casibus virorum illustrium (que puede traducirse tanto por «De los casos de varones ilustres» como «De las caídas de varones ilustres») es una obra con la que se intenta demostrar la caducidad de los bienes mundanos y la arbitrariedad de la fortuna recurriendo a una serie de historias protagonizadas por personajes de todas las épocas (desde Adán a nobles contemporáneos de Boccaccio). Los relatos se estructuran en nueve libros. La obra está dedicada a Mainardo Cavalcanti. Fue seguramente iniciada hacia 1355, aunque no se completó hasta 1373–1374.

#### De claris mulieribus
A imitación de la colección de biografías De viris illustribus de Petrarca, Boccaccio compuso entre 1361 y 1362 una serie de biografías de mujeres ilustres. Fue dedicada por el autor a Andrea Acciaiuoli, condesa de Altavilla. Sirvió de argumentario a numerosos escritores, entre ellos Geoffrey Chaucer, autor de los Cuentos de Canterbury.

#### Otras obras en latín
En la misma línea que la Genealogía deorum gentilium, Boccaccio escribió también un repertorio alfabético de los nombres geográficos que aparecen en las obras clásicas de la literatura latina, titulado De montibus, silvis, fontibus, lacubus, fluminibus, stagnis seu paludis, et de nominibus maris liber, publicado en 1360. Es autor además de dieciséis églogas en las que sigue como modelos a Virgilio y a Petrarca, Bucolicum carmen, publicado en 1367; y de 24 epístolas, de dos de las cuales solo se conserva su traducción al italiano.

## Influencia en la literatura castellana
- La Elegía de Madonna Fiammetta fue el modelo de la novela sentimental española del siglo XV, con títulos tan señeros como el Siervo libre de amor, de Juan Rodríguez del Padrón; la Historia de Grisel y Mirabella, de Juan de Flores; o Cárcel de amor, de Diego de San Pedro, por citar solo algunos ejemplos. Ciertos rasgos propios de este género pueden hallarse también en La Celestina, de Fernando de Rojas.

- En la primera mitad del siglo XV, el arcipreste de Talavera compuso una obra imitando el Corbacho de Boccaccio, con el mismo nombre y el mismo tono misógino, notable por la recreación del lenguaje popular.

- Dos obras de Boccaccio, la Comedia de las ninfas florentinas, y el Ninfale fiesolano, pueden considerarse precursoras de la novela pastoril, género, que, gracias a la repercusión de La Arcadia, de Jacopo Sannazaro, tuvo un gran desarrollo en la literatura europea del siglo XVI. En España, pueden citarse La Diana (1559), de Jorge de Montemayor; La Diana Enamorada (1564), de Gaspar Gil Polo; La Galatea (1585), de Miguel de Cervantes; y La Arcadia (1598), de Lope de Vega.

- La obra más influyente de Boccaccio fue sin duda el Decamerón. En España, la primera traducción de la obra es la anónima catalana de 1429, conservada en la Biblioteca de Cataluña en un manuscrito único, mientras en la biblioteca de El Escorial se conserva el manuscrito más antiguo de la obra en lengua castellana, de mediados del siglo XV, que sin embargo incluye solo la mitad de los cuentos del original y elimina completamente el relato que sirve de marco a las historias en la obra de Boccaccio.[6] La primera edición castellana  de la obra data de 1496, en Sevilla, pero también en este caso, como en el del manuscrito escurialense, las novelas no siguen el orden del original y alteran por consiguiente el relato marco; siguieron después las ediciones de Toledo (1524), Valladolid (1539), Medina del Campo (1543) y de nuevo Valladolid (1550), que reproducen el texto del incunable de Sevilla. Desde entonces hasta el siglo XIX, el Decamerón, que había sido incluido en el Índice de libros prohibidos, no se volvió a traducir ni a editar en español. Solo a partir de la edición de 1876 en Barcelona se recupera esta obra, que sin embargo tarda en desembarazarse de las etiquetas de obra lasciva y puramente cómica. El género del relato o novela corta —del italiano novella, que pasó al español como «novela»— tardó en cuajar en la literatura castellana. Son obras en un modo u otro deudoras del Decamerón las Novelas ejemplares (1613), de Cervantes, o las «Novelas a Marcia Leonarda» (1621–1624), de Lope de Vega.

- En Italia el Decamerón fue prohibido en 1559; aunque algunos religiosos como el Cardenal Pietro Bembo lo describían elogiosamente como el modelo perfecto para la prosa vernácula, ya que en las mismas historias se pueden entender algunos conceptos del mismo autor y de los miembros del grupo, marcados por intereses amorosos o rivalidad.

### Ediciones en español de las obras de Boccaccio
Del Decamerón existen numerosas traducciones. Véase el artículo sobre la obra (Decamerón).
- Las ninfas de Fiésole. Traducción de María Hernández Esteban. Madrid, Gredos, 1997. ISBN 84-249-1884-3.
- La elegía de doña Frameta; Corbacho. Introducción, traducción y notas de Pilar Gómez Bedate. Barcelona, Planeta, 1989. ISBN 84-320-4015-0.
- Filócolo. Traducción de Carmen F. Blanco Valdés. Madrid, Gredos, 2004. ISBN 84-249-2726-5.
- Vida de Dante. Introducción, traducción y notas de Carlos Alvar. Madrid, Alianza Editorial, 1993. ISBN 84-206-0607-3.
- Los quince libros de la Genealogía de los dioses paganos, Introducción, traducción directa del Laurentianus Plut. 52.9, notas e índices de Mª Consuelo Álvarez y Rosa Mª Iglesias,. Madrid, Centro de Lingüística Aplicada Atenea, 2008. ISBN 978-84-95855-83-1